# 全漢志傳
《全漢志傳》又名《全像按鑒演義東西漢志傳》，由《西漢志傳》和《東漢志傳》組成，歷史演義小說，成書於明朝萬歷年間。內容只分卷不分回，每卷分若干則，一至九卷描述西漢十二帝的歷史，共六十七則，九至十四卷描述東漢兩帝的歷史，共四十五則。

## 內容概述
描述漢高祖劉邦奪取天下、漢光武劉秀翦滅王莽的鬥爭、漢朝歷代帝王與西域匈奴的民族矛盾，諸如：文帝親征、蘇武出使、李凌碰碑、衛青伐匈奴、元帝遣王昭君出塞和親、明帝派班超西征大捷等史實，都依歷史實事，按鑒編入，較少藝術渲染。凡東漢明帝以前的重大歷史事件和重要的歷史人物，都被按鑒編入。前後記敘漢朝二百八十餘年十四帝的歷史。